# De obotliga bröderna Dalton
De obotliga bröderna Dalton (La guérison des Dalton) är ett Lucky Luke-album från 1975. Det är det 44:e albumet i ordningen, och har nummer 29 i den svenska utgivningen.

## Handling
Professor Otto von Himbeergeist menar att brottslingar är sjuka människor som kan botas. Han är redo att bevisa det på Bröderna Dalton.

## Svensk utgivning
- Morris; Goscinny, René, (översättare: Kåre Persson) (1977). De obotliga bröderna Dalton. Lucky Lukes äventyr: 29. Stockholm: Albert Bonniers förlag. Libris 7145411. ISBN 91-0-042013-1
- I Lucky Luke – Den kompletta samlingen ingår albumet i "Lucky Luke 1975-1977". Libris 10147823. ISBN 91-7134-309-1
- Den svenska utgåvan trycktes även som nummer 75b i Tintins äventyrsklubb (1990). Libris 7674097. ISBN 91-7904-264-3